# Terugkeer naar Inverness
Terugkeer naar Inverness is het tweede deel in de achtdelige serie De Reiziger, geschreven door de Amerikaanse schrijfster Diana Gabaldon. Het werd voor het eerst gepubliceerd in 1992 door Delacorte Press. 

## Inhoud
Het boek opent met de terugkeer van Claire in Schotland, samen met haar twintigjarige dochter Brianna. Ze willen daar uitzoeken wat er met de mannen van Lallybroch is gebeurd na de Slag bij Culloden in 1746. Na het zien van het graf van James Fraser op een verlaten kerkhof vertelt Claire haar verhaal aan haar dochter en aan Roger Wakefield, de geadopteerde zoon van wijlen de dominee. 
Het verhaal keert dan terug in de tijd, naar Frankrijk, waar het eerste deel, De Reiziger, ophield. Terwijl het verhaal zich ontwikkelt, raken Claire en James verwikkeld in een gevecht om de Jacobistische Rebellie tegen te houden, om zo de Slag bij Culloden te voorkomen. Dit is meteen ook de reden waarom Claire naar de toekomst is teruggekeerd.